# Желваков, Николай Алексеевич
Никола́й Алексе́евич Желвако́в (1860, Вятка, Российская империя — 22 марта [3 апреля] 1882,Одесса, Российская империя)  —  
русский революционер, член партии «Народная воля», казнённый за убийство прокурора В. С. Стрельникова. 

## Биография

### Ранние годы
Родился в 1860 (по другим данным в 1859) году в Вятке. Был старшим сыном в многодетной семье топографа Алексея Ивановича Желвакова и Евдокии Желваковой. Летом ездил с отцом на межевые работы в вятские деревни, жил вместе с крестьянскими детьми. Окончил шесть классов гимназии, после чего покинул её по собственному желанию. Занялся переплётным, токарным делом, попутно изучал языки, знакомился с политической и социально-экономической литературой. В юности уехал на лето из дома, сказав родителям, что «едет за сто вёрст в село подготовлять детей священника в гимназию», вместо этого работал бурлаком на Волге.  
В 1879 году приехал в Петербург. В октябре 1880 года поступил вольнослушателем на физико-математический факультет Петербургского университета, но проучился недолго. Был отчислен 6 января 1881 года из-за неуплаты денег за обучение. По другим данным был исключён в феврале 1881 года за участие в  беспорядках во время визита в университет министра просвещения А. А. Сабурова, когда студент-народоволец Л. М. Коган-Бернштейн сказал обличительную речь, а П. П. Подбельский дал министру пощечину.

### Участие в революционном движении
Осенью 1880 года вступил в рабочую организацию «Народной Воли». Занимался пропагандой среди петербургских рабочих под руководством А. И. Желябова, С. Л. Перовской, И. И. Гриневицкого. Именно из членов рабочей организации Желябов набрал метальщиков, убивших Александра II 1 марта 1881 года, однако Желваков в цареубийстве участия не принимал. 
3 апреля 1881 года присутствовал на публичной казни Желябова, Перовской, Кибальчича, Михайлова и Рысакова на Семёновском плацу. Как пишет исследователь народничества Н. А. Троицкий, революционеры старались не ходить на казни своих товарищей. Желваков наблюдал казнь с начала и до конца, так как считал, «что, если на площади будут сочувствующие им люди — им легче будет умереть». По воспоминаниям очевидцев, зрелище казни произвело на публику тяжёлое впечатление (впервые публично повесили женщину; у рабочего Михайлов дважды обрывалась верёвка, и в толпе говорили, что это «перст Божий» и царь должен его помиловать; Желябову палач наложил дополнительную петлю, из-за чего он долго бился в конвульсиях). Увидев казнь и поговорив с людьми на площади, окончательно решил встать на путь революционного терроризма:

Тогда же на площади я дал себе самому клятву умереть, как они умерли… — Н. А. Желваков. Из воспоминаний Прибылёвой-Корбы.
Вышел на представителей Исполнительного комитета «Народной воли» и предложил свои услуги в качестве исполнителя теракта. ИК отказал Желвакову, так как он был слишком молод и мог принять решение в состоянии аффекта. Вместо этого Желвакову было поручено отправиться на юг России, чтобы вести пропаганду и узнать народные настроения после убийства царя. Весной 1881 года написал прощальное письмо семье, порвал с ней связь и уехал в Ростов-на-Дону, где вёл агитацию преимущественно в рабочей среде. 
Народовольцы рассчитывали, что убийство Александра II всколыхнёт страну, и глухое недовольство масс перейдёт в открытые выступления. Расчёт партии на скорую революцию не оправдался. Оставленные Желваковым записи говорят о том, что он не увидел революционного подъёма в обществе, но считал, что самодержавие обречено: царь перестал быть в сознании народа заступником, царём-батюшкой, и даже к убийству императора многие отнеслись индифферентно: «Ну убили, так и убили, значит за что-нибудь следовало!». 
Осенью 1881 года вернулся из поездки, отыскал представителей ИК и снова повторил своё «неизменное решение участвовать в террористическом акте».

### Убийство Стрельникова

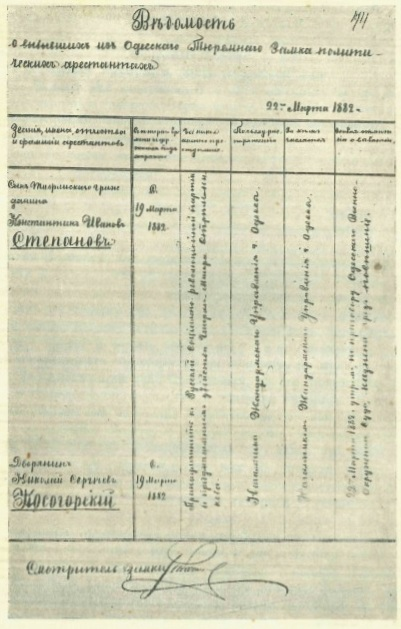
Ведомость о нахождении Степанова (Халтурина) и Косогорского (Желвакова) в Одесском тюремном замке с 19 по 22 марта 1882 года и их выбытии по причине казни

#### Причины
Генерал-прокурор Киевского военно-окружного суда В. С. Стрельников руководил дознанием и выступал на политических процессах В. А. Осинского, М. Р. Попова, «Киевских бунтарей» и других. По словам историка О. А. Милевского, Стрельников «искренне ненавидел революционеров и использовал любую возможность свести с ними счёты без всяких церемоний и оглядок на процессуальные тонкости и юридическую этику». Прокурор использовал своё серьёзное влияние на суд и старался добиваться наиболее жестоких приговоров всем, сколько-нибудь причастным к революционному движению: Д. А. Лизогуб был казнён за «принадлежность к революционному сообществу»,  несовершеннолетние И. И. Розовский и М. П. Лозинский — за хранение нелегальной литературы (этот эпизод Л. Н. Толстой описал в романе «Воскресение»). 
После убийства Александра II правительство не пошло на политические уступки, как рассчитывали народовольцы, а усилило борьбу с ними. Новый царь Александр III положительно оценил работу Стрельникова и распорядился дать ему исключительные полномочия для борьбы с революционерами на юге России. Для Стрельникова была разработана специальная инструкция, распространяющая сферу его полномочий на Подольское, Волынское, Одесское генерал-губернаторства и другие регионы, в подчинение прокурору отдавались все представители  губернских жандармских управлений и чины общей полиции. 
Стрельников был командирован в Одессу для «проведения дознания по делам о государственных преступлениях» и начал готовить  большой процесс. Было арестовано около двухсот человек, как причастных к революционной деятельности, так и случайных людей. Прокурор  добивался от подследственных показаний запугиваниями, оказывал давление на их родственников, фальсифицировал документы, применял «инквизиционные» меры к заключённым. По мнению начальника Киевского жандармского управления полковника В. Д. Новицкого, именно методы работы Стрельникова послужили причиной его убийства:

Арестанту Геккеру на допросе генерал Стрельников сказал, что за неоткровенность в его показаниях он уничтожит не только его, Геккера, но и его семейство, Геккер по возвращении в тюрьму громогласно об этом говорил заключённым, добавив, что…  какая бы участь его не постигла, он никогда не простит генералу Стрельникову, что он трогает его семейство, ни в чём не повинное… При допросе Владимира Бычкова, генерал Стрельников, выругав его, добавил: «Вы все сукины сыны, я вас повешу»…  Арестант Пирошенко заявлял, что генерал Стрельников, схватив его за горло, сдавив, причем добавлял, что он получит от него верёвку.— В. Д. Новицкий. Секретное донесение о причинах убийства генерала Стрельникова.
Многочисленные  жалобы на Стрельникова со стороны заключённых Киева и Одессы и их родственников были переданы члену ИК «Народной воли» В. Н. Фигнер.

Я передала Комитету общий говор и мольбу убрать его с места… Напоминая Комитету предыдущую деятельность Стрельникова по целому ряду политических процессов, в которых он прилагал все усилия, чтобы смешать социалистов с грязью, выставить их перед обществом как шайку уголовных преступников, умышленно прикрывающих политическим знаменем личные поползновения испорченной натуры, и указывая на ту ненависть к Стрельникову, которую нам завещали наши товарищи, начиная с Осинского и кончая Поповым, я настоятельно предлагала поставить на очередь вопрос об убийстве Стрельникова…  Моё предложение было принято, и участь Стрельникова решена.— В. Н. Фигнер. «Запечатлённый труд».

#### Подготовка
Организацией убийства занялась Фигнер. Стрельников опасался покушения, носил кольчугу и был очень осторожен. Поэтому Фигнер решила провести покушение не в Киеве — родном городе Стрельникова, «где он должен быть больше настороже», а в Одессе. В декабре 1881 года Фигнер приехала в Одессу, собрала данные о местожительстве, распорядке дня и перемещениях Стрельникова, и вызвала исполнителей теракта . 
После цареубийства «Народная воля» переживала разгром (из 28 основоположников организации на свободе осталось только 6), наличных сил в партии не хватало. За «стрельниковское дело» согласился взяться рабочий С. Н. Халтурин, который к тому времени стал членом ИК, в помощники ему определили М. Ф. Клименко. Кандидатуру непосредственного исполнителя убийства несколько раз меняли, и, после ареста очередного кандидата, ИК привлёк к этому делу Желвакова.  
План покушения был разработан Халтуриным и повторял убийство С. М. Кравчинским шефа жандармов Н. В. Мезенцова. Желваков должен был застрелить прокурора и скрыться на пролётке, которой управлял под видом извозчика Халтурин. Фигнер и Клименко критиковали план, указывая, что в условиях Одессы он не даёт шансов на спасение. Желваков прибыл из Петербурга в Одессу за два дня до покушения и не смог повлиять на изменение плана.

#### Ход событий
Убийство произошло в пять часов дня 18 марта 1882 года на Приморском бульваре на глазах большого количества людей. После обеда в ресторане Стрельников прогуливался по бульвару и сел на скамейку отдохнуть. Сзади к нему подошёл Желваков и с расстояния не более трёх шагов выстрелил в затылок. Впоследствии судебно-медицинская экспертиза установила, что «рана, нанесённая генералу Стрельникову, принадлежа к разряду безусловно смертельных, должна была повлечь моментальную смерть». Сделав выстрел, Желваков под крики «Держи!» побежал по спуску к морю к поджидавшей его пролётке. Как следует из полицейского отчёта, «когда он бросился в пролётку, был задержан мещанином Ковригою, предварительно успевшим выхватить из его рук револьвер». Сопротивления при задержании не оказывал. После задержания Желвакова Халтурин спрыгнул с пролётки и попытался скрыться, отстреливаясь на ходу, но тоже был задержан прохожими.

### Суд и казнь
Утром 19 марта император Александр III направил министру внутренних дел Н. П. Игнатьеву телеграмму:

Очень и очень сожалею о генерале Стрельникове. Потеря трудно заменимая. Прикажите генералу Гурко судить убийц военно-полевым законом, и чтобы в 24 часа они были повешены без всяких отговорок.
По приказу Игнатьева следствие было проведено за день. Халтурин активно давал показания, в которых пытался снизить степень своей вовлечённости в дела партии и конкретно в покушение. Желваков признал свою принадлежность к «Народной воле», заявил, что убил Стрельникова по приговору Исполнительного комитета за преследования революционеров, самостоятельно его выследив. От дачи остальных показаний отказался. 
При аресте Желваков назвался дворянином Николаем Сергеевичем Косогорским, Халтурин — сыном тифлиского гражданина Константином Ивановичем Степановым. Следствие пыталось установить настоящие личности Косогорского и Степанова, но никто из заключённых, арестованных Стрельниковым, их не опознал.

В Одессе было сплошное ликование, даже жандармы радовались смерти этого ненавистного всем человека. Когда же весть эта дошла до тюрьмы, где около 200-х человек сидело по приказу Стрельникова, то радости заключённых, казалось, и конца не будет. Тюремная администрация не препятствовала шумным переговорам, поздравлениям друг друга через форточки в дверях и окнах. Надзиратели пробегали по коридорам, поднимали «глазок» и кричали «вашего генерала убили, на бульваре застрелили».— из воспоминаний заключённого Одесского тюремного замка П. Надина.

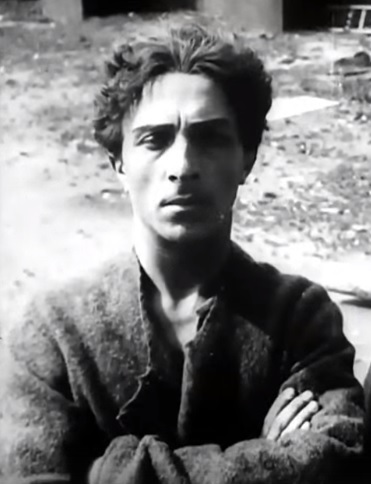
Николай Желваков перед казнью. Кадр из фильма «Степан Халтурин». В роли Желвакова — актёр Сергей Шишко

На следующий день 20 марта 1882 года состоялось заседание Одесского Военно-Окружного суда, на котором Желвакова и Халтурина приговорили к смертной казни через повешение. Историк Троицкий отмечает, что приговор был вынесен «с глазу на глаз»: суд проходил без стороны защиты, вызова свидетелей и участия публики. Желваков выслушал приговор мужественно, отреагировав на него словами: 

Меня повесят, но найдутся другие. Всех вам не перевешать! От ожидающего вас конца ничто не спасёт вас!
Желвакова и Халтурина казнили во дворе Одесского тюремного замка в пять часов утра 22 марта 1882 года. Казнь была непубличной. Народоволец С. Коган рассказывал, что Желваков быстро взошёл по ступенькам эшафота и пересчитал их: «Четырнадцать, о как высоко!». По свидетельствам очевидцев, сам исполнил функции своего палача: без чужой помощи надел петлю на шею и повис. 
На следующий день один из арестантов сообщил властям, что казнённый Степанов — тот самым рабочий, который в феврале 1880 года взорвал Зимний дворец. Личность Желвакова была установлена спустя месяц после казни, когда сообщение о ней появилось в  «Правительственном вестнике». Газету с описанием внешности Косогорского прочли в Вятке, к семье Желвакова пришла полиция, и родители опознали его по фотографии.

### «Дневник озлобленного человека»
По пути в Одессу с 1 по 16 марта 1882 года Желваков вёл дневник. Книжка с записями, озаглавленными «Дневник озлоблен. человека», была изъята у него во время ареста 18 марта 1882 года, сохранилась в архивах департамента полиции и была опубликована в журнале «Каторга и ссылка» в 1929 году. 
Публикатор С. Валк отмечал, что в дневнике переплетены сложные переживания предчувствующего свою гибель Желвакова:  жажда подвига и стремление умереть на пользу людей с презрением к обществу, которое «молча смотрит на гибнущих за его счастье»; жажда жизни «с её весной и музыкой» с чувством отчуждённости от этой расцветающей жизни; словесный материализм — с идеалистической романтикой. 

Я не верю в духовный мир, не зависящий от материи,  я не верю в цель существования человека, и в то же время мне не хочется кончить свою жизнь так, бесполезно! Мне хочется умереть на пользу этих муравьёв-людей, на пользу этого муравейника, который я подчас презираю…— Н. А. Желваков. «Дневник озлобленного человека».

## Современники о Желвакове
Современники описывали Желвакова как высокого, мускулистого, физически сильного молодого человека с красивым лицом, на котором выделялись синие глаза, выражающие «спокойную энергию и большую силу воли».
Младший брат Желвакова отмечал его нежную любовь к семье и сильный характер: если он решал, что «что-нибудь должен сделать, то он это делал, хотя бы сердце разрывалось от жалости». Иван Желваков приводил эпизод, когда брат застрелил свою собаку, которая мешала жить семье, после нескольких попыток пристроить её к другим людям. 
Друг детства Желвакова этнограф А. Н. Лисовский опубликовал (под псевдонимом Л.) в журнале «Былое» эссе об их последней встрече перед поездкой Желвакова в Одессу. Лисовский отмечал самоконтроль Желвакова, который ничем не выдал своих планов, при этом давал неоднозначную оценку его поступку:

Их называют чёрствыми, жестокими, умеющими только разрушать и ненавидеть. И поделом! Разве это не чёрствость — идти на смерть и не попрощаться с другом? И они, действительно, всё разрушают. Разрушают семейство, уходя из него, лишая его своей помощи и поддержки. Разрушают всякое спокойствие, всякое счастье напоминаниями о страданиях народа, своими мольбами о помощи народу, своими призывами к долгу, который равен самоубийству, к справедливости, которая равна смерти. А их кровавые погони за человеком! А страшные виселицы, на которых они гибнут! Они всё разрушают и беспощаднее всего разрушают свою жизнь. Всё светлое они отстраняют от себя, всё мрачное берут себе…— А. Н. Лисовский. «Страница из давно написанных воспоминаний».
В обширной мемуарной литературе о народовольцах сохранились отрывочные сведения о Желвакове (писателя В. Я. Богучарского, этнографа Лисовского, члена ИК Прибылёвой-Корбы, младшего брата Желвакова Ивана). Долгое время подробности его жизни были неизвестны. Наиболее полно биографию Желвакова реконструировала в 1990 году его внучатая племянница директор дома-музея Герцена, историк И. А. Желвакова в статье «Он успел стать только героем».

## В кинематографе
В фильме «Степан Халтурин» 1925 года роль Желвакова исполнил актёр Сергей Шишко. Сцена убийства Стрельникова воссоздана по документам историком П. Е. Щёголевым.